# لیگ فوتبال ژاپن
لیگ فوتبال ژاپن (انگلیسی: Japan Football League) چهارمین لیگ معتبر ژاپن است که در سال ۱۹۹۹ میلادی راه‌اندازی شده‌است.